# Bencao qiuzhen
La pharmacopée chinoise Bencao qiuzhen 本草求真 « Recherche de la vérité dans la matière médicale » (1769) de Huang Gongxiu 黃宮繡, un des derniers auteurs de pharmacopée à invoquer l'appareillage formel du Huangdi nei jing pour expliquer l’utilisation des substances médicinales. L'ouvrage concis et maniable, décrit 520 drogues et donne beaucoup de principes théoriques. Ces principes s'appuient clairement sur les règles du Huangdi nei jing.
Chaque substance est présentée selon son efficacité, en discutant directement de sa nature, de sa saveur et de ses effets, ainsi que de ses origines, de son authenticité et des méthodes de préparation. L'auteur utilise un langage simple et direct pour exprimer ses opinions sur la pharmacologie. Sa méthode repose sur les caractères « nature, saveur, forme, et qualité » pour évaluer les médicaments, associant ainsi étroitement la pharmacologie, les effets des médicaments, leur forme et leur usage clinique.
Cet ouvrage possède des illustrations, et après deux nouvelles éditions, on peut dire qu'il eut une certaine circulation.

## Texte
Nous utilisons le texte chinois source du Chinese Text Project, reconnu par OCR (optical character recognition) et pouvant donc comporter des caractères fautifs.
Depuis l’époque des Han, les auteurs de pharmacopées se sont inscrits dans la longue filiation des pharmacopées en rendant toujours hommage à la première d’entre-elles la Shennong bencao jing. C’est le modèle de départ dont toutes les autres procèdent.
Elle classe les drogues en 3 classes (ou grades) : les drogues de grade supérieur ne sont pas destinées à soigner une maladie mais à garder le corps en bonne santé, à ne pas vieillir pour éventuellement shenxian busi 神仙不死 « pour devenir immortel », propre à la vision des fangshi 方士, les « maitres de techniques » des devins, astrologue-astronomes, numérologues, et médecins du premier siècle, qui devenus fonctionnaires conseillaient l’empereur de s’inspirer de principes cosmologiques pour gouverner.
Les drogues intermédiaires et inférieures sont plus toxiques, et ont donc plus d’efficacité thérapeutique leur permettant de s’attaquer aux troubles ancrés au plus profond du corps.
La bencao adopte une méthode de recherche qui était considérée comme avancée à l'époque. Le texte principal est divisé en sept grandes sections : agents toniques, astringents, dispersants, purgatifs, agents sanguins, agents divers, et aliments. Un index (« table des matières en fin de volume ») est inclus à la fin, avec les noms des médicaments classés par catégories telles que herbes, bois, fruits, céréales, légumes, métaux, pierres, eau, terre, oiseaux, bêtes, écailles, poissons, coquillages, insectes, et humains. Chaque section du texte principal et de l'index est numérotée, facilitant la recherche. 
Le livre contient 477 illustrations de plantes médicinales, principalement reproduites à partir du Bencao Gangmu 本草纲目 et du Bencao hui yan 本草汇言. Il existe plusieurs éditions gravées et imprimées en pierre de la dynastie Qing, ainsi que des éditions imprimées après la fondation de la République populaire de Chine.
Au cours des siècles suivants, les drogues à effets thérapeutiques seront de plus en plus sélectionnées sur la base de leur efficacité attestée par les praticiens médicaux. Alors que les drogues de grade supérieur qui étaient empruntées aux manuels taoïstes des chercheurs d’immortalité physique, seront encore citées par respect des textes canoniques classiques fondateurs.
En 1620, sous les Ming, Nǐ Zhūmó 倪朱谟 l’auteur de Bencao huiyan 本草汇言, avait courageusement indiqué qu’il se refusait à inclure des drogues utilisées dans des prescriptions taoïstes car elles impliquent trop d’« absurdités ».

### La préface
À la fin du XVIIIe siècle, Huang Gongxiu 黃宮繡 l’auteur de la Bencao qiuzhen, ose faire preuve d’esprit critique dans la préface, allant jusqu’à dire que certaines assertions du Shennong bencao jing étaient erronées :

« 16-17. Bencao Benjing « Classique de la matière médicale » [Shennong bencao jing] est attribué à Shennong, et ses principes sont généralement considérés comme inaltérables. Cependant, en examinant les discussions qu'il contient, on remarque que de nombreuses descriptions des propriétés médicinales affirment qu'elles harmonisent les cinq organes, apaisent l'esprit, prolongent la vie, rendent le corps léger, ou font repousser les cheveux noirs, comme pour l'écorce de mûrier blanc et la racine de lithospermum, qui sont censées tonifier et renforcer le qi. Ces affirmations sont souvent vagues et quelque peu suspectes. 
 De plus, en examinant la tradition selon laquelle Shennong aurait goûté aux herbes médicinales, et en considérant que ces textes ont été transmis jusqu'à aujourd'hui, il semble peu probable que ces documents aient été composés à une époque où l'écriture n'était pas encore bien développée. Il est donc probable que des érudits successifs aient ajouté leurs connaissances. Ainsi, certains experts, comme Kou Zongshi 寇宗奭, Tao Hongjing 陶弘景, et Zhang Yuxi 掌禹錫, ont tous conclu que ce texte a été compilé sous la dynastie Han, mais il est difficile de déterminer à quelle époque il a été créé. Bien que Huainanzi 淮南子 mentionne que Shennong a goûté aux cent herbes pour équilibrer les médicaments, il n'y a pas de référence explicite à un ouvrage appelé Bencao.
 On dit que les éditions de [M.] Tong et de Lei [kong] qui ont été écrites sur des baguettes de bambou ont [leur contenu] en correspondance avec le Suwen 素問, mais les générations suivantes l'ont souvent embelli, ce qui a conduit certains à soupçonner qu'il s'agissait d'une œuvre attribuée à tort à un auteur ancien. Avec le temps, le texte a été modifié, ce qui a éloigné son contenu de la vérité, rendant ses théories de plus en plus erronées. C'est pourquoi Li Shizhen, lors de la compilation de son Bencao Gangmu, a placé les indications du Benjing en tête de liste, sans trop les interpréter, ce qui suggère qu'il doutait de la fiabilité des théories présentées dans ce texte. Il a laissé les questions en suspens pour permettre à d'autres de les examiner plus tard. Li Shizhen ne cherchait pas à diminuer les anciens ou à glorifier les modernes, mais il considérait que de nombreuses affirmations étaient trop vagues, c'est pourquoi il n'a pas traité ce texte avec la même confiance que le Suwen. Seul Zhang Lu de Changzhou a montré un respect extrême pour ce texte, bien que cela montre souvent un effort exagéré pour le réhabiliter, ce qui ne reflète pas un véritable respect. C'est pourquoi, lorsque j'analyse les propriétés médicinales, je m'efforce toujours de rechercher des preuves concrètes et je ne m'en tiens pas aveuglément aux anciennes théories au détriment des connaissances modernes »

— Traduction s’appuyant sur ChatGPT4o et Paul Unschuld
La table des matières indique

« 1) 序 : Préface

2) 上編卷一補劑 : Première partie, Chapitre 1 : Tonifiants

3) 上編卷二收澀 : Première partie, Chapitre 2 : Astringents 

4)  上編卷三散劑 : Première partie, Chapitre 3 : Dispersants 

5) 上編卷四瀉劑 : Première partie, Chapitre 4 : Purgatifs 

6) 上編卷五血劑 : Première partie, Chapitre 5 : Hémostatiques 

7)  上編卷六雜劑 : Première partie Chapitre 6 : Divers 

8) 卷七食物 : Chapitre 7 : Aliments 

9) 上編卷七食物 : Première partie, Chapitre 7 : Aliments (répété) 

10) 下編卷八主治上 : Deuxième partie, Chapitre 8 : Principes thérapeutiques, Partie 1 

11) 下編卷九主治下 : Deuxième partie, Chapitre 9 : Principes thérapeutiques, Partie 2 

12) 卷十總義 : Chapitre 10 : Principes généraux »

Le texte comporte clairement deux parties :
1. les chapitres 1 à 7, donnent la description de 520 drogues,
2. les chapitres 8 à 10 présentent des discussions théoriques.

### Chapitres 1 à 7
Les drogues sont classées selon leurs propriétés et saveurs: 1) drogues qui renforcent (bǔjì 補劑 tonifiant), 2) drogues astringentes (shōusè 收澀), 3) drogues qui dispersent (sànjì 散劑 dispersant), 4) drogues qui soulagent la réplétion (xièjì 瀉劑 purgatif), 5) drogues qui contrôlent le sang et ses affections (xuèjì 血劑 hémostatique) 6) divers effets 7) drogues alimentaires.
Ces 7 sections sont ensuite, au besoin, subdivisées. Chaque section et sous-section commence par des définitions.
Ainsi, le chapitre 1 sur les tonifiants commence par la présentation des principes généraux de la pathologie.

« Le corps humain est un microcosme, semblable à un petit univers. Tout comme l'univers fonctionne harmonieusement grâce au yin-yang et aux cinq éléments, le corps humain prospère grâce à l'équilibre de l'eau, du feu, du qi et du sang. Si une personne a un tempérament équilibré, l'eau soutient le feu et le feu génère l'eau. Lorsque l'eau et le feu sont en harmonie, le qi et le sang sont nourris, et il n'y a pas de carences ni de déséquilibres. 
 Cependant, lorsque la constitution d'une personne présente des différences, il peut y avoir des déséquilibres, tels que la faiblesse de l'eau entraînant une carence sanguine ou la faiblesse du feu conduisant à un manque de qi. Il est donc nécessaire de renforcer et de tonifier pour corriger ces déséquilibres, de manière à ce que l'eau, le feu, le qi et le sang soient nourris et que le corps reste en bonne santé 
 Les maladies varient en profondeur et en gravité, et pour choisir les toniques appropriés, il est crucial de comprendre leurs saveurs et leurs natures. Ainsi, on évitera les erreurs lors du traitement. Par exemple, pour renforcer le feu inné, les médicaments doivent être asséchants et pénétrants, ce qui constitue la saveur tonifiante du feu […] »

— Traduction de ChatGPT4o
Une drogue comme l’astragale (huangqi 黄芪) a une efficacité thérapeutique en pénétrant dans les poumons et la rate. Elle tonifie le qi des poumons, pénètre le méridien des poumons et renforce la surface corporelle, consolidant ainsi les défenses externes. Mais on ne sait pas sur quelles observations ces assertions s’appuient. Il est même probable qu'elles ne s'appuient que sur les principes abstraits « numérologiques », sans base empirique.
La notice de chaque drogue, communique d’abord des informations botaniques, minéralogiques ou zoologiques, suivies de la capacité de la drogue à pénétrer un méridien. Puis suit des informations sur l’apparence, la couleur, la thermo-influence, la saveur, le mode d’opération, les contre-indications, les combinaisons avec d’autres drogues dans les prescriptions, et les préparations pharmaceutiques.
Bien que les praticiens chinois aient accumulé des siècles d'observations, celles-ci n’ont cependant pas été documentées de manière systématique. Les textes sont toujours concis, présentés sous forme d’aphorismes, à la différence des textes médicaux de l’Antiquité grecque qui adoraient donner de longues argumentations.
Dans l’histoire des pharmacopées chinoises, l'auteur de la Bencao qiuzhen, Huang Gongxiu 黃宮繡 est un des derniers auteurs continuant à invoquer la physiologie naturaliste du Huangdi nei jing, ce que Paul Unschuld appelle la tradition éclectique, car elle est apparue durant la période Song-Jin-Yuan marquée par l’éclectisme néoconfucéen.

### Chapitres 8 à 10
Voyons pour finir quelques considérations théoriques

« Liù yín bìngzhèng zhǔ yào 六淫病症主藥, Principaux médicaments pour les maladies causées par les six excès 
 Selon Xiu, les maladies qui se développent de l'intérieur sont souvent enracinées dans les déséquilibres émotionnels (les sept émotions qiqing 七情). Celles qui proviennent de l'extérieur sont causées par les six excès (liuyin 六淫 six facteurs climatiques pathogènes). Si une personne ne prend pas soin de ses vêtements ou ne se protège pas correctement du froid ou de la chaleur, ces six excès peuvent provoquer des maladies. Les symptômes peuvent inclure une chaleur intense de la peau, des douleurs corporelles ou osseuses, et parfois ressembler à des blessures internes, conduisant à une maigreur excessive, une chaleur osseuse, une confusion mentale, une fatigue, et une perte d'appétit. »

— Traduction de ChatGPT4o
Xiu 繡 dans ce contexte est un moyen de dire « moi-même », une autoréférence à Huang Gongxiu 黃宮繡.
Dans le dernier chapitres des principes essentiels sont donnés

« 卷十總義 Juan 10, principes généraux. 

Les médicaments ont cinq saveurs. Zhang Yuansu a dit : « Tout médicament acide pénètre le foie, amer pénètre le cœur, doux pénètre la rate, piquant pénètre les poumons, et salé pénètre les reins ». Cela clarifie le principe des cinq saveurs. 

Le piquant disperse, l'acide resserre, le doux détend, l'amer raffermit, et le salé adoucit. 
Les fonctions générales des cinq saveurs sont les suivantes : le piquant disperse les stagnations et humidifie la sécheresse ; l'acide resserre et relâche ; le doux détend et harmonise ; l'amer assèche l'humidité et raffermit ; le salé adoucit et disperse. Le fade ouvre les orifices. 
 Les médicaments ont également des natures yin et yang. Lorsque le yin et le yang sont équilibrés, il n'y a pas de maladie ; lorsqu'ils sont déséquilibrés, la maladie apparaît. Le Traité des réponses du yin et du yang dit : « Les saveurs yin ressortent par les orifices inférieurs, tandis que le qi yang ressort par les orifices supérieurs. Le qi yang clair se manifeste dans la peau, et le qi yang trouble se concentre dans les quatre membres. Le qi yang clair fortifie les quatre membres, tandis que le qi yin trouble retourne aux six entrailles ». Les saveurs denses sont yin, tandis que les saveurs légères sont yang au sein du yin. Le qi dense est yang, tandis que le qi léger est yin au sein du yang. Les saveurs denses favorisent l'évacuation et la descente, tandis que les saveurs légères facilitent la circulation et la diurèse. Le qi léger favorise la dissipation »

Ce texte montre clairement que les principes qui gouvernent la physiologie réaliste du Huangdi nei jing sont de nature abstraite a priori (comme une théorie mathématique) et n’ont pas de base empirique qui permettrait une évaluation face au réel.